# Corbère-Abères
Corbère-Abères ist eine französische Gemeinde mit 95 Einwohnern (Stand 1. Januar 2022) im Département Pyrénées-Atlantiques in der Region Nouvelle-Aquitaine (vor 2016: Aquitanien). Die Gemeinde gehört zum Arrondissement Pau und zum Kanton Terres des Luys et Coteaux du Vic-Bilh (bis 2015: Kanton Lembeye).
Der Name in der gascognischen Sprache lautet Corbèras-Avera.

## Geographie
Corbère-Abères liegt circa 40 Kilometer nordöstlich von Pau in der Region Vic-Bilh in der historischen Provinz Béarn am nordöstlichen Rand des Départements.
Umgeben wird Corbère-Abères von den Nachbargemeinden:
| Castillon | Séméacq-Blachon                             |         |
| Escurès   | Kompassrose, die auf Nachbargemeinden zeigt | Moncaup |
|           | Lembeye Bassillon-Vauzé                     |         |

Corbère-Abères liegt im Einzugsgebiet des Flusses Adour. Der Larcis, ein Nebenfluss des Lées, markiert die östliche Grenze zur Nachbargemeinde Moncaup. Der Ruisseau du Boscq mündet in den Larcis im Gemeindegebiet.

## Geschichte
Die Gemeinden Corbère und Abères près Corbère schlossen sich zwischen 1801 und 1806 zur Gemeinde Corbère-Abères zusammen. 1833 wurde die bisherige Gemeinde Domengeux hinzugefügt, zunächst unter dem Namen Corbère-Abères-Domengeux.
Paul Raymond, Archivar und Historiker des 19. Jahrhunderts, notierte die Erfassung von je acht Haushalten in Corbère und Domengeux in der Volkszählung 1385 und die Zugehörigkeit von beiden Gemeinden zur Bailliage von Lembeye. Das Baronat von Corbère war Vasall des Vicomtes von Béarn, Domengeux war von der Komturei des Johanniterordens von Caubin und Morlaàs abhängig.
Toponyme und Erwähnungen von Corbère waren
- Corbère (12. Jahrhundert, Kopialbuch des Bistums Lescar),
- Corberas und Courbères (gegen 1550 bzw. 1683, Manuskriptsammlung des 16. bis 18. Jahrhunderts),
- Corberes (1793, Notice communale) und
- Corbères (1863, Dictionnaire topographique du département des Basses-Pyrénées).[4][3]

Toponyme und Erwähnungen von Abères waren
- Bere (1402, Volkszählung im Béarn),
- Avera und le parsan d’Albère de Courbères (1540 bzw. 1684, Manuskriptsammlung des 16. bis 18. Jahrhunderts),
- Abere prés Corberes und Abères près Corbère (1793 bzw. 1801, Notice communale) und
- Abère (1863, Dictionnaire topographique du département des Basses-Pyrénées).[4][5]

Toponyme und Erwähnungen von Domengeux waren
- Domengius und Domenjeus (1385 bzw. 1402, Volkszählung im Béarn) und
- Doumengeux (1748, Kataster von Bétracq).[4]

Auf der Karte von Cassini 1750 ist Corbère als Corberre und Domengeux in der heutigen Namensform eingetragen, Abères hingegen ist unerwähnt.

### Einwohnerentwicklung
Nach Höchstständen der Einwohnerzahl in der ersten Hälfte des 19. Jahrhunderts von fast 400 Einwohnern reduzierte sich die Zahl bei kurzzeitigen Phasen des Wachstums bis zur Jahrtausendwende auf unter 100 Einwohnern um insgesamt rund 80 %, steigt aber seitdem wieder an. Der Rückgang war insbesondere zwischen 1841 und 1872 signifikant (rund 36 %).
| Jahr      | 1962 | 1968 | 1975 | 1982 | 1990 | 1999 | 2006 | 2009 | 2022 |
| --------- | ---- | ---- | ---- | ---- | ---- | ---- | ---- | ---- | ---- |
| Einwohner | 120  | 99   | 91   | 80   | 85   | 75   | 82   | 108  | 95   |

## Sehenswürdigkeiten
- Ortskirche von Corbère, gewidmet Orientius, Bischof von Augusta Ausciorum im 5. Jahrhundert. Der Ursprung der Kirche geht auf das 12. Jahrhundert zurück. Gegen 1820 und erneut gegen 1870 wurde sie restauriert. Das einschiffige Langhaus ist nach Osten mit einer flachen Apsis, nach Westen mit einem Glockenturm als Vorbau des Eingangs abgeschlossen. In der zweiten Hälfte des 19. Jahrhunderts wurden Glasfenster von der in der Region bekannten Glasmalerei Mauméjean eingesetzt. Weitere Ausstattungsgegenstände der Kirche stammen aus dem 17. bis 19. Jahrhundert und sind als nationale Kulturgüter registriert.[8][9] Die Glocke ist 1783 aus Bronze gegossen worden, ihre Höhe beträgt 44 cm, ihr Durchmesser 55,5 cm, der Klöppel ist aus Eisen und die Krone aus Holz. Sie ist signiert mit „Ebrard me fecit 1783“ (deutsch Ebrard schuf mich 1783). Der Gießer Ebrard schuf weitere Glocken in der Region.[10]

- Schloss von Corbère-Abères. In einem Dokument von 1684 wird die Errichtung des Schlosses erwähnt. In dieser Zeit war es der Sitz des Baronats von Corbère, das auch den damaligen Nachbarort Abères umfasste. In der zweiten Hälfte des 18. Jahrhunderts wurde die Anlage von Jean-Paul d’Angosse umgebaut, insbesondere wurde eine große Treppe am östlichen Turm und ein Taubenschlag in diesem Zuge hinzugefügt. In den 1930er Jahren besaßen bekannte Persönlichkeiten wie die französische Modedesignerin und Unternehmerin Coco Chanel das Schloss, während der französische Filmregisseur Robert Bresson eines der Nebengebäude erstand.[11] Im Schlosspark sind Reste einer Motte und eines Innenhofs zu erkennen, an deren Stelle sich später der Sitz des Grundherrn und das Laienkloster befand.[12]

- Ehemaliges Kloster von Corbère-Abères. Die Innenaufnahmen mehrerer Filme von Robert Bresson sind im ehemaligen Kloster gedreht worden, z. B. 1943 Das Hohelied der Liebe (Les Anges du péché) oder 1983 Das Geld (L’Argent).[13]

## Wirtschaft und Infrastruktur

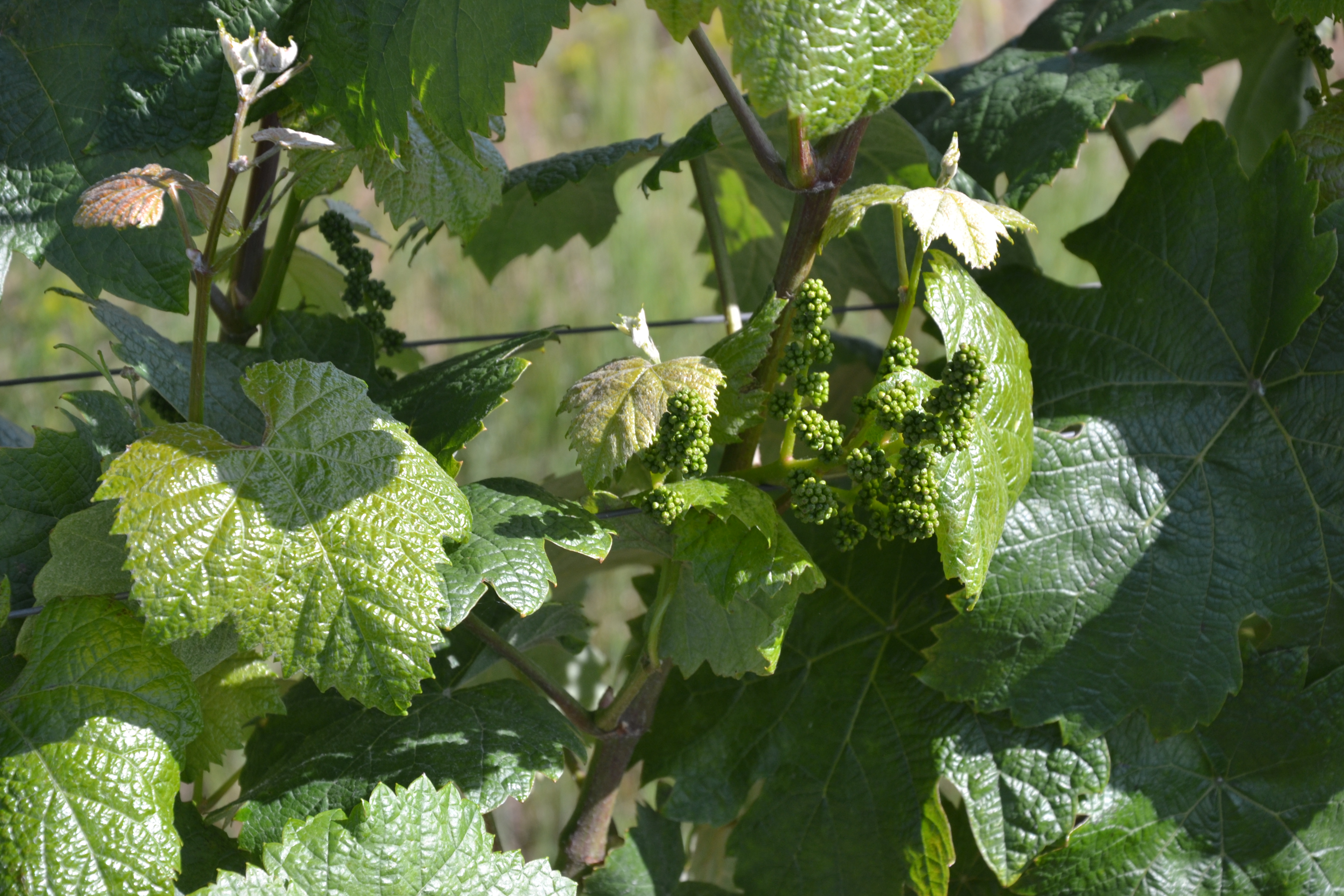
Rebstock auf einem Weinberg der AOC des Madiran

Die Landwirtschaft ist auch heutzutage der wichtigste Wirtschaftsfaktor. Es wird hierbei hauptsächlich Mais angebaut, Schwerpunkt der Viehzucht ist die Aufzucht von Rinder, Kälber und Gänsen.
Corbère-Abères liegt in den Zonen AOC der Weinanbaugebiete des Béarn, Madiran und Pacherenc du Vic-Bilh.

### Verkehr
Die Gemeinde wird durchquert von den Routes départementales 142 und 205.

## Persönlichkeiten

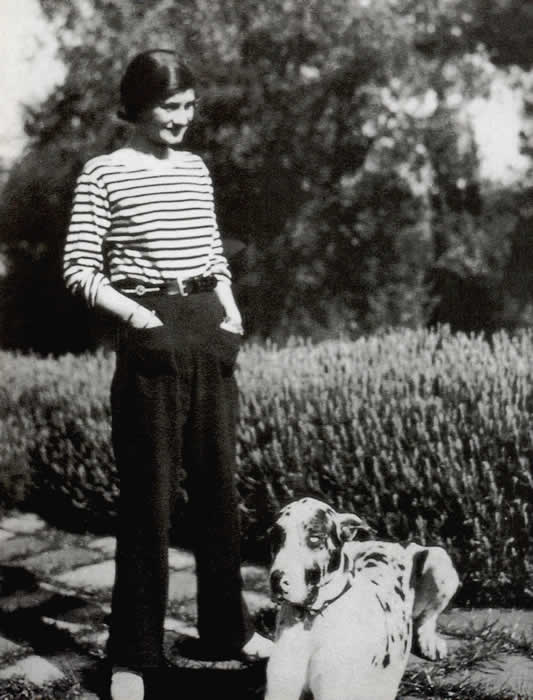
Coco Chanel 1928

- Armand-Mathieu d’Angosse, geboren am 27. Februar 1776 in Arthez-d’Asson, gestorben am 8. Juni 1852 in Corbère-Abères, war ein französischer Politiker.

- Joseph-Louis de Luppé, geboren am 7. September 1837 in Corbère-Abères, gestorben am 3. November 1912 in Paris, war ein französischer Politiker.

- Gabrielle Bonheur "Coco" Chanel, geboren am 19. August 1883 in Saumur, gestorben am 10. Januar 1971 in Paris, war eine international bekannte französische Modedesignerin und Unternehmerin. In den 1930er Jahren besaß sie das Schloss von Corbère-Abères, zog sich zu Beginn des Zweiten Weltkriegs zeitweise auf das Schloss zurück und ließ sich anschließend bis zum Ende des Krieges oft hier blicken.

- Robert Bresson, geboren am 25. September 1901 in Bromont-Lamothe, gestorben am 18. Dezember 1999 in Paris, war ein französischer Filmregisseur, der in den 1930er Jahren Nebengebäude des Schlosses von Corbère-Abères besaß und mehrere Filme in Corbère-Abères drehte.